# Nils Gabrielsson
Nils Gabriel Gabrielsson (i riksdagen kallad Gabrielsson i Teg), född 14 april 1876 i Umeå, död 18 november 1948 i Oscars församling, Stockholm, var en svensk lantbrukare och riksdagsman (bondeförbundet, senare högern).
Gabrielsson var ledamot av riksdagens första kammare 1922–1946, invald i Västerbottens läns och Norrbottens läns valkrets samt landstingsledamot från 1919. Han tillhörde bondeförbundet fram till 1925 men övergick 1926 till första kammarens nationella parti, som senare uppgick i högern.
Nils Gabrielsson var gift med Nanny Matilda, född Nordström 1876. De var föräldrar till direktörerna Lennart och Erik Gabrielsson. Makarna Gabrielsson är begravda på Backens kyrkogård i Umeå.